# ショーン・オサリバン (野球)
ショーン・ダニエル・オサリバン（Sean Daniel O'Sullivan, 1987年9月1日 - ）は、アメリカ合衆国カリフォルニア州サンディエゴ出身の元プロ野球選手（投手）。右投右打。

## 経歴

### プロ入りとエンゼルス時代
2005年のMLBドラフト3巡目（全体103位）でロサンゼルス・エンゼルス・オブ・アナハイムから指名され、2006年5月29日に契約を結びプロ入りを果たした。
2006年は、傘下のパイオニアリーグのルーキー級オレム・オウルズでプレーした。14試合に先発登板し、4勝0敗・防御率2.14・55奪三振を記録した
2007年は、A級シーダーラピッズ・カーネルズでプレーした。25試合に先発登板し、10勝7敗・防御率2.22・125奪三振を記録した。
2008年は、A+級ランチョクカモンガ・クエークスでプレーした。28試合（25試合で先発）登板し、16勝8敗・防御率4.73・111奪三振を記録した。
2009年は、AA級アーカンソー・トラベラーズでプレーした。ここでは、3試合に先発登板し、1勝2敗・防御率5.30・14奪三振を記録した。その後、AAA級ソルトレイク・ビーズへ昇格した。ここでは、14試合(13試合で先発)登板し、6勝4敗・防御率5.48・48奪三振を記録した。
2009年6月16日のサンフランシスコ・ジャイアンツ戦でメジャーデビューを果たした。
2010年は、AAA級ソルトレイクで15試合に先発登板し、5勝5敗、防御率4.76、58奪三振を記録した。

### ロイヤルズ時代
2010年7月22日にアルベルト・カヤスポとのトレードで、ウィル・スミスと共にカンザスシティ・ロイヤルズへ移籍した。
2011年6月22日にリハビリのため、傘下のAAA級オマハ・ストームチェイサーズへ異動した。7月4日に、傘下AAAオマハへ、降格した。ここでは、14試合に先発登板し、8勝2敗・防御率4.22・55奪三振を記録した。9月21日に、メジャーに再昇格した。
2012年は、AAA級オマハでプレーした。ここでは、17試合（5試合で先発）登板し、5勝4敗1セーブ・防御率6.75・26奪三振を記録した。

### ブルージェイズ傘下時代
2012年6月21日にトレードで、トロント・ブルージェイズへ移籍した。6月23日に傘下のAAA級ラスベガス・フィフティワンズへ配属された。14試合に先発登板し、9勝3敗、防御率2.72、44奪三振を記録した。
オフの11月2日にFAとなった。

### パドレス時代
2012年12月11日にサンディエゴ・パドレスとマイナー契約を結んだ。
2013年は開幕を傘下のAAA級ツーソン・パドレスで迎えた。7月12日にメジャーに昇格したが、7月30日に故障者リスト入りした。8月1日に故障者リストから復帰した。8月19日にDFAとなった後、22日に40人枠を外れる形でAAA級ツーソンへ降格した。最終的に、AAA級ツーソンでは、20試合に先発登板し、8勝5敗・防御率3.83・99奪三振を記録した。オフの10月1日にFAとなった。

### フィリーズ時代
2013年12月18日にフィラデルフィア・フィリーズとマイナー契約を結んだ。
2014年3月30日に傘下のAAA級リーハイバレー・アイアンピッグスへ配属された。6月28日にメジャー契約を結びメジャーに昇格したが、29日にDFAとなった。7月1日にAAA級リーハイバレーに降格した。8月7日にメジャー契約を結んで昇格したが、10日にジェローム・ウィリアムズの加入に伴いDFAとなった。8月12日にAAA級リーハイバレーへ降格した。9月5日にメジャー契約を結んで昇格した。同年は、AAA級リーハイバレーでは、25試合に先発登板し、6勝10敗・防御率4.30・94奪三振を記録した。オフの10月6日にAAA級リーハイバレーへ降格し、翌7日にFAとなった。12月16日にマイナー契約で再契約を結んだ。12月22日にAAA級リーハイバレーへ配属され、スプリングトレーニングには招待選手として出場する事が発表された。
2015年4月12日にメジャー契約を結んで25人枠入りした。4月22日に15日間の故障者リスト入りとなった。5月7日にリハビリのため、A級レイクウッド・ブルークロウズへ配属された。7月7日にAAA級リーハイバレーへ降格した。8月19日に再び故障者リスト入りした後、22日に復帰した。10月5日にFAとなった。

### レッドソックス時代
2015年12月2日にボストン・レッドソックスとマイナー契約を結んだ。
2016年開幕は傘下のAAA級ポータケット・レッドソックスで迎えたが、5月6日にメジャー契約を結んで25人枠入りした。5月16日にDFAとなり、18日に40人枠を外れる形でAAA級ポータケットへ配属された。7月3日に再びメジャー契約を結んで25人枠入りしたが、10日に左ひざを痛めて故障者リスト入りした。故障者リストから復帰の8月11日に40人枠を外れる形でAAA級ポータケットへ配属された。

### ネクセン時代
2016年11月25日、韓国プロ野球のネクセン・ヒーローズと契約。だが一軍で1勝もできず2017年5月3日、ウェイバー公示され退団した。

### ナショナルズ時代
2017年5月23日にワシントン・ナショナルズとマイナー契約を結んだ。しかし、メジャー昇格はならなかった。

### 独立リーグ時代
2018年は、独立リーグでプレーした。

## 詳細情報
| 年 度     | 球 団     | 登 板 | 先 発 | 完 投 | 完 封 | 無 四 球 | 勝 利 | 敗 戦 | セ 丨 ブ | ホ 丨 ル ド | 勝 率 | 打 者 | 投 球 回 | 被 安 打 | 被 本 塁 打 | 与 四 球 | 敬 遠 | 与 死 球 | 奪 三 振 | 暴 投 | ボ 丨 ク | 失 点 | 自 責 点 | 防 御 率 | W H I P |
| --------- | --------- | ----- | ----- | ----- | ----- | -------- | ----- | ----- | -------- | ----------- | ----- | ----- | -------- | -------- | ----------- | -------- | ----- | -------- | -------- | ----- | -------- | ----- | -------- | -------- | ------- |
| 2009      | LAA       | 12    | 10    | 0     | 0     | 0        | 4     | 2     | 0        | 0           | .667  | 227   | 51.2     | 60       | 12          | 16       | 1     | 1        | 29       | 1     | 0        | 34    | 34       | 5.92     | 1.47    |
| 2010      | LAA       | 5     | 1     | 0     | 0     | 0        | 1     | 0     | 0        | 0           | 1.000 | 49    | 13.0     | 7        | 1           | 4        | 2     | 0        | 6        | 0     | 0        | 3     | 3        | 2.08     | 0.85    |
| 2010      | KC        | 14    | 13    | 0     | 0     | 0        | 3     | 6     | 0        | 0           | .333  | 319   | 70.2     | 83       | 14          | 27       | 0     | 1        | 37       | 4     | 2        | 50    | 48       | 6.11     | 1.56    |
| '10計     | KC        | 19    | 14    | 0     | 0     | 0        | 4     | 6     | 0        | 0           | .400  | 368   | 83.2     | 90       | 15          | 31       | 2     | 1        | 43       | 4     | 2        | 53    | 51       | 5.49     | 1.45    |
| 2011      | KC        | 12    | 10    | 0     | 0     | 0        | 2     | 6     | 0        | 0           | .250  | 273   | 58.1     | 78       | 10          | 26       | 1     | 2        | 19       | 3     | 0        | 52    | 47       | 7.25     | 1.78    |
| 2013      | SD        | 7     | 3     | 0     | 0     | 0        | 0     | 2     | 0        | 0           | .000  | 118   | 25.0     | 31       | 0           | 14       | 1     | 1        | 12       | 0     | 0        | 12    | 11       | 3.96     | 1.80    |
| 2014      | PHI       | 3     | 2     | 0     | 0     | 0        | 0     | 1     | 0        | 0           | .000  | 52    | 12.2     | 15       | 3           | 2        | 0     | 0        | 7        | 0     | 0        | 9     | 9        | 6.39     | 1.34    |
| 2015      | PHI       | 13    | 13    | 0     | 0     | 0        | 1     | 6     | 0        | 0           | .143  | 328   | 71.0     | 94       | 16          | 20       | 5     | 6        | 35       | 3     | 0        | 49    | 48       | 6.08     | 1.61    |
| 2016      | BOS       | 5     | 4     | 0     | 0     | 0        | 2     | 0     | 0        | 0           | 1.000 | 98    | 21.1     | 30       | 3           | 6        | 0     | 2        | 13       | 2     | 0        | 17    | 16       | 6.75     | 1.69    |
| 通算：7年 | 通算：7年 | 71    | 56    | 0     | 0     | 0        | 13    | 23    | 0        | 0           | .361  | 1464  | 323.2    | 398      | 59          | 115      | 10    | 13       | 158      | 13    | 2        | 226   | 216      | 6.01     | 1.58    |

### 背番号
- 55 (2009年)
- 37 (2010年 - 2011年)
- 59 (2013年)
- 61 (2014年、2015年途中 - 同年終了)
- 47 (2015年 - 同年途中)
- 62 (2016年)
- 12 (2017年)